# Buenas prácticas de fabricación
Las buenas prácticas de fabricación (BPF) o normas de correcta fabricación (NCF) ―en inglés good manufacturing practice (GMP)― son aplicables a las operaciones de fabricación de medicamentos, cosméticos, productos médicos, alimentos y drogas, en sus formas definitivas de venta al público incluyendo los procesos a gran escala en hospitales y la preparación de suministros para el uso de ensayos clínicos para el caso de los medicamentos.
Se encuentran incluidas dentro del concepto de garantía de calidad y constituyen el factor que asegura que los productos se fabriquen de forma uniforme y controlada, de acuerdo con las normas de calidad adecuadas al uso que se pretende dar a los productos y conforme a las condiciones exigidas para su comercialización. Las reglamentaciones que rigen las NCF tienen por objeto principal disminuir los riesgos inherentes a toda producción farmacéutica.
Los riesgos existentes son esencialmente de dos tipos: contaminación (en particular de contaminantes inesperados) y mezclas (confusión).

## Exigencias de las normas NCF
- Los equipos deben estar calificados y los procesos validados.
- Que se cuenten con los recursos necesarios para la correcta elaboración de los productos.

- Personal capacitado y apropiadamente cualificado para realizar los controles del proceso.
- Instalaciones y espacios adecuados.
- Servicios y equipamientos apropiados.

- Rótulos, envases y materiales apropiados.

- Instrucciones y procedimientos aprobados.
- Transporte y depósito apropiados.

- Que los procedimientos (SOP) se redacten en un lenguaje claro e inequívoco, y que sean específicamente aplicables a los medios de producción disponibles.
- Que se mantengan registros (en forma manual o electrónica) durante la fabricación, para demostrar que todas las operaciones exigidas por los procedimientos definidos han sido en realidad efectuados y que la cantidad y calidad del producto son las previstas. Cualquier desviación significativa debe registrarse e investigarse exhaustivamente.
- Que los registros referentes a la fabricación y distribución, los cuales permiten conocer la historia completa de un lote (batch record), se mantengan de tal forma que sean completos y accesibles.
- Que el almacenamiento y distribución de los productos sean adecuados para reducir al mínimo cualquier riesgo de disminución de la calidad.
- Que se establezca un sistema que permita retirar cualquier producto, sea en la etapa de distribución o de venta.
- Que se estudie toda reclamación contra un producto ya comercializado y, también, que se investiguen las causas de los defectos de calidad y se adopten medidas apropiadas con respecto a los productos defectuosos para prevenir que los defectos se repitan.
- Existen legislaciones que regulan la aplicación de algunas de estas prácticas. En Europa, por ejemplo, están reguladas por el Reglamento Europeo 852/2004 y el Reglamento Europeo 853/2004.[2]

Desde 1999, también existen las normas de correcta fabricación para fármacos y aditivos. Por la Conferencia Internacional de armonización (ICH), las NCF se aplican en los países signatarios de la ICH (la Unión Europea, Japón y Estados Unidos) y en otros países (por ejemplo, Australia o Canadá) que adopten las normas ICH para la fabricación de materias primas.

## Las normas NCF en cosmética
En Europa, el cumplimiento de las “normas de correcta fabricación” es obligatorio según el Reglamento 1223/2009. Cuando cuenten con la homologación ISO  22716, se supondrá que los fabricantes cumplen dichas normas.
La norma ISO 22716 ofrece una guía para la gestión de los recursos humanos, técnicos y administrativos que pueden afectar a la calidad de un producto cosmético. La norma contempla los pasos que van desde la recepción de las materias primas hasta su expedición.

## Las BPM o GMP en la Industria Alimentaria
Las Buenas Prácticas de Manufactura en la industria alimentaria son una serie de prácticas y procedimientos básicos de uso obligatorio para las empresas en donde se reciban, fraccionen , procesen o envasen alimentos con el fin de obtener un alimento inocuo.
Con la implementación de las BPM se generan barreras para impedir la contaminación de los alimentos como por ejemplo: un manejo integral de plagas, la puesta en marcha de un programa POES de limpieza y desinfección de equipos y superficies. 
El cuidado de la higiene y salud personal, usar uñas cortas limpias y sin esmalte, la prohibición del uso de elementos personales, un correcto lavado de manos antes de elaborar, luego de ir al baño y después de cada interrupción, el uso de ropa adecuada exclusiva para la elaboración de alimentos el cabello recogido y con cofia.
El control de contaminaciones cruzadas al momento de la manipulación de alimentos y del almacenado de los mismos. 
El registro y la verificación de todos los aspectos son de vital importancia para identificar posibles riesgos y adoptar medidas correctivas.
También se pueden utilizar para prevenir las ETAS (Enfermedades de transmisión alimenticia).